# Bádensko
Bádensko (německy Baden) je historická země na jihozápadě Německa, na území dnešní spolkové země Bádensko-Württembersko. Její metropolí bylo město Karlsruhe.

## Historický přehled
Bádensko vzniklo jako markrabství v rámci Švábského vévodství. Původně však zahrnovalo nevelký pruh území na pravém břehu Rýna v okolí Durlachu, Karlsruhe a Baden-Badenu a několik oddělených exkláv severně od Basileje. V letech 1535–1771 bylo Bádensko rozděleno mezi Bádensko-Durlach a Bádensko-Baden, které se roku 1771 znovusjednotily pod vládou durlašské linie. Za ztracená území na levém břehu Rýna bylo Bádensko roku 1803 Napoleonem bohatě odškodněno. Získalo dříve habsburské Breisgavsko, východní část Rýnského Falckrabství, knížectví Fürstenberg a další území. Roku 1806 Bádensko přistoupilo k Rýnskému spolku, za což bylo povýšeno na velkovévodství.
V letech 1815–1866 bylo Bádensko členským státem Německého spolku. V Prusko-rakouské válce se postavilo na stranu Rakouska, po skončení války bylo Pruskem obsazeno, ale uhájilo si samostatnost a roku 1867 přistoupilo k Severoněmeckému spolku. Od roku 1871 bylo spolkovým státem Německého císařství. Po skončení 1. světové války dne 22. listopadu 1918 zde byla po odstoupení posledního velkovévody Friedricha II. vyhlášena republika (Svobodný stát Bádensko, německy Freistaat Baden), která byla do 1933 spolkovou zemí tzv. Výmarské republiky.
Po nástupu nacismu v Německu byl 14. října 1933 i zdejší zemský sněm zrušen a Bádensko, zbavené veškeré autonomie, pak bylo do konce 2. světové války zemí tzv. Třetí říše. I nadále zde však fungovala formální zemská vláda.
Po skončení 2. světové války bylo rozhodnutím postupimské konference od 7. července 1945 území Bádenska rozděleno na dvě části. Severní polovina s bádenskou metropolí Karlsruhe byla v rámci americké okupační zóny Německa spojena se severní částí Württemberska do země Severní Württembersko-Severní Bádensko, přejmenované 20. prosince 1945 na Württembersko-Bádensko; zatímco se jižní polovina v rámci francouzské okupační zóny Německa stala zemí Jižní Bádensko (přejmenovanou 2. prosince 1946 na Bádensko). Obě země se pak 7. září 1949 staly spolkovými zeměmi nově vzniklé Spolkové republiky Německo.
V referendu konaném 16. prosince 1951 se obyvatelé Jižního Bádenska, Württemberska-Bádenska a třetí země Württemberska-Hohenzollernska vyslovili pro sloučení všech 3 zemí. Na území historického Bádenska se sice 53 % jeho hlasujících obyvatel vyslovilo pro obnovu původní země Bádenska, byli však nicméně přehlasováni ostatními hlasujícími. 25. dubna 1952 pak byly (Jižní) Bádensko, Württembersko-Bádensko a Württembersko-Hohenzollernsko sloučeny do moderní spolkové země Bádenska-Württemberska. V jejím rámci zde pak do roku 1972 existovaly na historickém území původního Bádenska vládní obvody Jižní Bádensko a Severní Bádensko (na části Bádenska před tím tvořící zemi Württembersko-Bádensko), jejichž hranice respektovaly původní hranice Bádenska. 7. června 1970 se na území původního Bádenska konalo další referendum, v němž se většina hlasujících (81 %) vyslovila pro setrvání Bádenska v rámci Bádenska-Württemberska. Správní reformou, jež vstoupila v platnost 1. ledna 1973, pak historické hranice vládních obvodů na území Bádenska-Württemberska zanikly, a nově vzniklé vládní obvody již nerespektují původní hranice Bádenska ani názvy historických zemí.